# 札幌オリンピックミュージアム
札幌オリンピックミュージアム（さっぽろオリンピックミュージアム 英：SAPPORO OLYMPIC MUSEUM）は、北海道札幌市にある博物館。

## 概要
ウィンタースポーツや1972年札幌オリンピックにまつわる資料を展示する博物館として1980年に「札幌市冬のスポーツ博物館」の名前で開館。その後建物の老朽化のため大倉山ジャンプ競技場の大改修に合わせて2000年に「札幌ウィンタースポーツミュージアム」として現在地に移転、総工費約40億円をかけ鉄筋コンクリート造3階建てでシミュレーター類などのアミューズメント要素を取り入れた展示に改められた。
2016年には2017年アジア冬季競技大会に向けてリニューアルを行い、冬季オリンピック開催都市としてのレガシーを継承すべく、2階をオリンピック・パラリンピックの歴史や理念を解説する内容に再構築した。1994年リレハンメルオリンピックノルディック複合団体金メダリストの阿部雅司が名誉館長に任命されている。

## 沿革
- 1980年 - 札幌市中央区中島公園の旧道立地下資源研究所庁舎（1928年竣工、鉄筋コンクリート2階建て一部3階建て・NHK札幌放送局初代局舎）を用い「札幌市冬のスポーツ博物館」開館[2]。
- 2000年04月22日 - 大倉山ジャンプ競技場に移転し「札幌ウィンタースポーツミュージアム」となる[3]。
- 2016年10月 - 国際オリンピック委員会公認の博物館連合「オリンピックミュージアムネットワーク」に加入。大規模リニューアルのため閉館[3][4]。
- 2017年02月21日 - 「札幌オリンピックミュージアム」として再開館[3]。
- 2019年10月 - ミュージアム改装を含む大倉山ジャンプ競技場周辺改修工事着工[5]。
- 2020年
  - 2月15日 -  2階ライブラリーを改装し北海道オール・オリンピアンズ活動拠点「OLYPARA・SALON」を開設[6]。
  - 6月05日 - 大倉山ジャンプ競技場周辺改修工事を終了[5]。ユニバーサルデザイン化やエレベーター設置[5]、大倉山クリスタルハウスを改装した別館「札幌オリンピックミュージアムアネックス」開業により多目的ギャラリーとフランス料理店を設け[7][8]、本館に総合案内所とショップを集約[8]、両館の間にメインゲート「OKURA RING」を設けた[5]。
- 2021年08月06日 - トーマス・バッハ国際オリンピック委員会会長が札幌での2020年東京オリンピック女子マラソン視察の一環で来訪[9]。

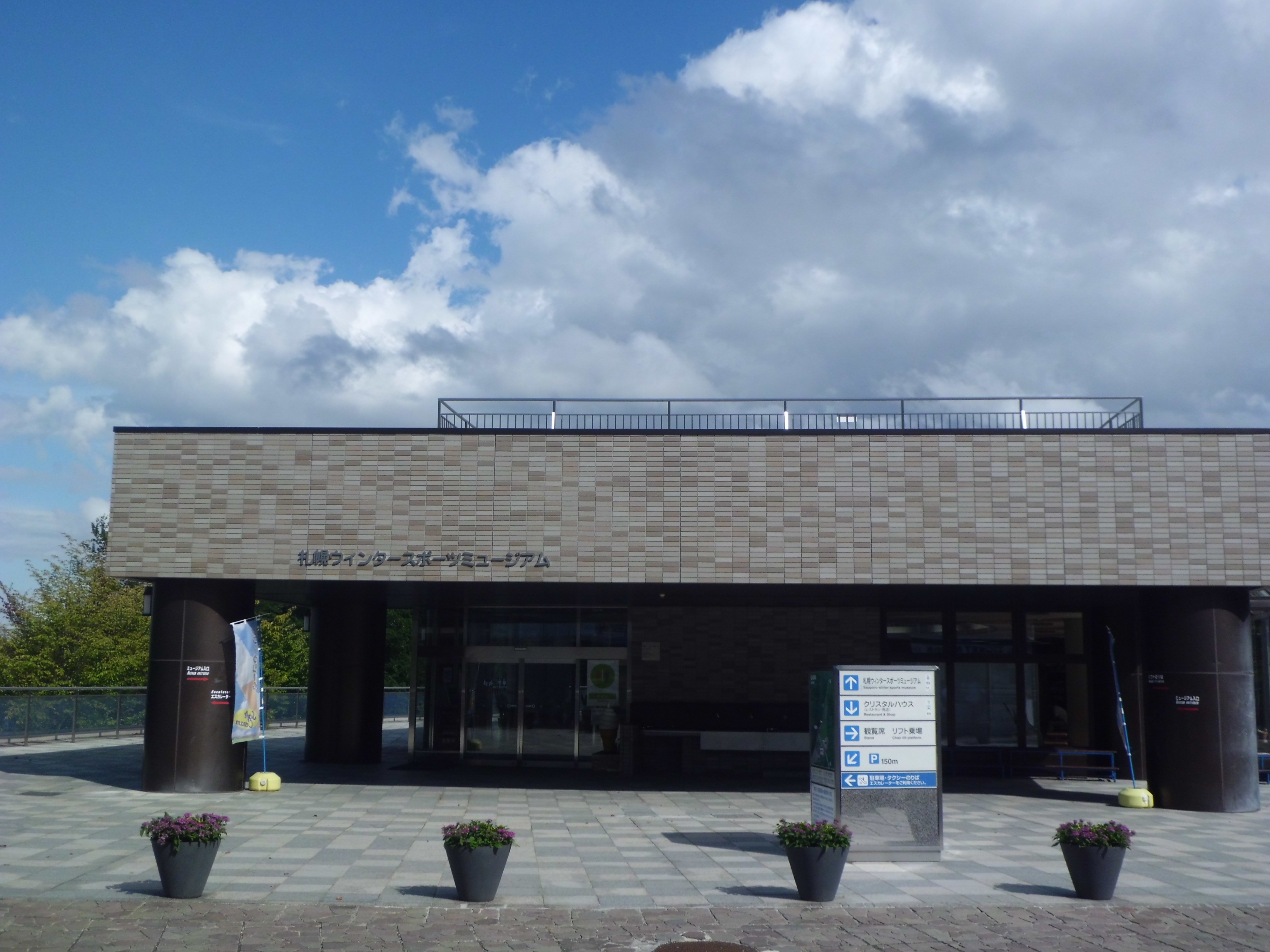
札幌ウィンタースポーツミュージアム（2015年9月）

## 館内
《本館》
1階
- オリンピック競技シミュレーター
  - スキージャンプシミュレーター「スキージャンプ大倉山」
  - スキージャンプ踏切シミュレーター「テイクオフ・タイミング」
  - クロスカントリースキーレース
  - アイスホッケーゴールキーパー
  - スピードスケートトレーニング
  - ボブスレー滑走
- ウィンタースポーツ・シアター
- 大倉山ジャンプ競技場紹介
- スキーの歴史
- 日本のオリンピアンコーナー
- スケートの歴史
- 競技情報ゾーン
- 企画展示コーナー

2階
- オリンピックスピリッツ
- パノラマシアター
- オリンピックゲームス
- 札幌オリンピックレガシー
- 宮様と大野精七博士コーナー
- パラリンピックワールド

3階
- エントランス
- ミュージアムショップ

《アネックス》
1階
- カフェ「ルポ」
- 多目的ギャラリー

2階
- レストラン「ヌーベルプース大倉山」

## 札幌市冬のスポーツ博物館
1980年2月3日に札幌オリンピック開会式8周年に合わせて開業、1,550m2の建物内にウィンタースポーツ資料2,854点を収蔵した。旧NHK札幌放送局局舎を用いて1999年まで営業され、その後大倉山「札幌ウィンタースポーツミュージアム」に移転した。
館内（開館当初）
- 1階
  - 第1展示「スキーのあゆみ」 - 北欧の古代スキー、スキー神「ウル」の像、ナンセンやレルヒ少佐の紹介、北海道とスキーの歴史、スキー用具の変遷や科学解説、スキーができるまで、スキーを楽しく、宮様大会と大倉シャンツェの紹介などスキーに関する歴史を中心に展示。
  - 第2展示「パラダイスヒュッテ」 - 登山用具各種を展示。
  - 図書室
  - 玄関ホール
- 2階
  - 第3展示「ウィンタースポーツ」 - 竹スケート、北極横断、スノーモービル、三浦雄一郎のスキー用具、バイアスロン、フィギュアスケート、スケート用具、アイスホッケー、スケートの歴史、ボブスレー、リュージュなどを紹介。
  - 第4展示「映像室」・映写室
  - 第5展示「特別展示室」 - 大野精七コレクションを展示。
  - 第6展示「札幌オリンピック」 - 札幌の町並みとジャンパー、招致運動、競技施設パノラマ、冬季五輪の歩み、実施競技各種、ユニフォーム、関係資料、五輪と市民生活などを展示。
  - レストコーナー・スタンプ台